# Louisiana Red
Louisiana Red, geboren als Iverson Minter (Bessemer (Alabama), 23 maart 1932 – Hannover, 25 februari 2012), was een Amerikaanse singer-songwriter, bluesgitarist en mondharmonicaspeler, die meer dan 50 albums heeft opgenomen. Hij werd vooral bekend door zijn nummer Sweet Blood Call.

## Biografie
Geboren in Bessemer, Alabama, verloor Minter zijn ouders vroeg in zijn leven. Zijn moeder overleed kort na zijn geboorte aan een longontsteking en zijn vader werd in 1937 gelyncht door de Ku Klux Klan. Hij werd opgevoed door een reeks familieleden in verschillende dorpen en steden. Red nam in 1949 op voor Chess Records, voordat hij bij het leger kwam. Hij werd opgeleid tot parachutist bij de 82nd Airborne en werd in 1951 naar Korea gestuurd. De 82nd Airborne werd niet als een complete eenheid in Korea ingezet, maar soldaten van deze eenheid werden als Rangers uitgezonden in de 2e, 3e en 7e Infanteriedivisies. Minter zei dat hij was toegewezen aan de 3rd Infantry Division.
Nadat hij het leger had verlaten, speelde hij eind jaren 1950 twee jaar bij John Lee Hooker in Detroit (Michigan). Hij nam op voor Checker Records in 1952, aangekondigd als Rocky Fuller.
Zijn eerste album Lowdown Back Porch Blues werd opgenomen in New York met Tommy Tucker en uitgebracht in 1963. Zijn tweede album Seventh Son werd later datzelfde jaar uitgebracht. Louisiana Red bracht in 1964 de single I'm Too Poor to Die uit voor het Glover-label. Het piekte op #117 in de Billboard Hot 100 en #30 in de Cashbox-hitlijst. (Billboard heeft in 1964 geen r&b-chart gepubliceerd).
In de jaren 1960 en 1970 had hij een druk opnameschema en werkte hij in sessies voor onder meer Chess Records, Checker Records, Atlas Records, Glover, Roulette Records, L&R en Tomato. In 1983 won hij een W.C. Handy Award voor «Best Traditional Blues Male Artist». Hij woonde vanaf 1981 in Hannover, Duitsland.
Hij verscheen in de films Rockpalast (1976), Comeback (1982), Ballhaus Barmbek (1988), Red and Blues (2005) en Family Meeting (2008).
In 1994 vermengde Louisiana Red de blues met de urbane Griekse muziek van de bouzouki-speler Stelios Vamvakaris op het album Blues Meets Rembetika. Hij bleef op tournee, inclusief regelmatige terugkeer naar de Verenigde Staten tot aan zijn dood. In 2011 bracht Louisiana Red het album Memphis Mojo uit, dat door het publiek werd geprezen.

## Overlijden
Louisiana Red overleed in februari 2012 op 79-jarige leeftijd.

## Onderscheidingen
- 1983: W. C. Handy Award voor Best Traditional Blues Male Artist
- 2009: Grand Prix du Disque (Blues) voor Back to the Black Bayou
- 2009: German Record Critics Award (2nd quarter) voor Best New Release (Blues)
- 2009: Bluesnews Poll voor Back to the Black Bayou
- 2010: Blues Music Award voor Acoustic Album of the Year (You Got to Move)

## Discografie

### Albums
- 1963: Lowdown Back Porch Blues (Roulette)
- 1963: Seventh Son (Carnival) [dit is een heruitgave uit 1972 van Lowdown Back Porch Blues met Glover single 3002 toegevoegd]
- 1970: Shouts the Blues (Forum Circle) [dit is een heruitgave uit 1970 van Lowdown Back Porch Blues met de laatste twee nummers verwijderd]
- 1972: Louisiana Red Sings the Blues (Atlantic)
- 1975: Sweet Blood Call (Blue Labor)
- 1976: Dead Stray Dog (Blue Labor)
- 1979: New York Blues (L+R)
- 1980: Reality Blues (L+R)
- 1980: High Voltage Blues, met Sugar Blue (Black Panther)
- 1982: Midnight Rambler (Tomato/Rhino)
- 1982: Blues for Ida B (JSP)
- 1983: Boy from Black Bayou (L+R)
- 1983: Blues from the Heart (JSP)
- 1983: Anti Nuclear Blues (L+R)
- 1984: Bluesman (JSP)
- 1984: Back to the Road Again (MMG)
- 1984: My Life, met Carey Bell (L+R)
- 1985: World on Fire (MMG)
- 1985: Brothers in Blues (CMA)
- 1987: Back to the Roots (CMA)
- 1992: Last Mohican of the Blues (Polton)
- 1992: Ashland Avenue Blues (Schubert)
- 1994: Always Played the Blues (JSP)
- 1994: Louisiana Red (Forum)
- 1994: Blues Meets Rembetika (Distazi)
- 1995: Sittin' Here Wonderin' (Earwig Music Company)
- 1995: Sugar Hips (CMA)
- 1996: Rising Sun Collection (JAMR)
- 1997: I Hear the Train Coming (Chrisly)
- 1997: Over My Head (Chrisly)
- 1997: Walked All Night Long met Lefty Dizz, oorspronkelijk opgenomen in 1976[3] (1997, Blues Alliance)
- 1998: Rip Off Blues (Chrisly)
- 1998: Winter & Summer Sessions (Blues Factory)
- 1999: Driftin' (Earwig Music)
- 1999: Millennium Blues (Earwig Music)
- 2001: Sings Deep Blues (P-Vine)
- 2002: A Different Shade of Red (Severn Records)
- 2005: No Turn on Red (Hightone)
- 2005: Hot Sauce (Red Lightnin')
- 2008: Back to the Black Bayou, met Kim Wilson en Little Victor (Bluestown)
- 2009: You Got to Move, met David Maxwell (Blu Max/Vizztone)
- 2011: Memphis Mojo, met Little Victor (Ruf Records)
- 2012: When My Mama Was Living (Labor Records; opgenomen in 1975)

### Livealbums
- 1976: Live & Well (Ornament)
- 1978: King Bee, met Sugar Blue (Orchid)
- 1978: Red, Funk and Blue, met Sugar Blue (Black Panther)
- 2000: Live in Montreux (Labor)
- 1994: Live at 55, met Carey Bell (Enja)
- 2004: Bad Case of the Blues, met Carey Bell (Mojo Tone)
- 2008: Live at Painted Sky (Paul Productions)

### Compilatiealbums
- ????: Anthologie du Blues, vol. 11 (Roulette)
- 1983: Blues Classics (L+R)
- 1991: Pretty Woman (Blues Beacon)
- 1995: The Best of Louisiana Red (Evidence)
- 1998: The Blues Spectrum of Louisiana Red, met Sugar Blue (JSP)
- 2014: The Sky Is Crying (Wolf Records)

### Gastoptredens
- Carey Bell, Brought Up the Hard Way
- Eric Burdon, Comeback
- Kent Cooper, The Blues and Other Songs
- Bob Corritore, Harmonica Blues
- Champion Jack Dupree, After All
- John Lee Hooker, Down Child
- Albert King, Blues Guitar Killers, met Johnny Winter en Rory Gallagher
- Albert King, Live
- Brownie McGhee, Rainy Day
- Johnny Shines, Too Wet to Plow
- Sunnyland Slim, Decoration Day
- Roosevelt Sykes, Boogie & Blues
- Roosevelt Sykes, Music Is My Business
- Wentus Blues Band, Family Album

### Verschillende artiesten
- ????: The Paul Jones Rhythm & Blues Show – The American Guests (JSP)
- ????: The Paul Jones Rhythm & Blues Show – The American Guests, vol. 3 (JSP)
- ????: Chicago Blues, vol. 2
- 1995: Earwig 16. Ann. Sampler (Earwig Music)
- 2000: Earwig 20. Ann. Sampler (Earwig Music)
- 1980, 1983: American Folk Blues Festival (L+R)
- 1980: The 1. Blues Sampler (L+R)
- 1993: Blues Legends – Blues Giants  (Castle Communications)
- 2007: Live at Boston Blues Festival, vol. 2 (Blues Trust)
- 2008: Family Meeting, Wentus Blues Band met Mick Taylor en Lazy Lester (Ruf)
- 2007: Blues Wire Birthday Tour (Greece, 2007)
- 2006: Houserockin' and Blues Shoutin – Rhythm Room 15 Year Anniversary Album (Blue Witch Records)